# تلمبه کوه خواجوئی
تلمبه کوه خواجوئی روستایی در دهستان گلستان بخش گلستان شهرستان سیرجان استان کرمان ایران است.

## جمعیت
بر پایه سرشماری عمومی نفوس و مسکن در سال ۱۳۹۵ جمعیت این مکان ۳۱۱ نفر (۸۴خانوار) بوده‌است.